# امیر مرزوقی
 امیر مرزوقی  بازیکن سابق فوتبال اهل ایران است. وی سابقه بازی در باشگاه فوتبال شاهین تهران را دارد.
وی سابقه ۸ بازی ملی نیز در کارنامه دارد.